# Florent Sinama-Pongolle
Florent Sinama-Pongolle (Saint-Pierre, Reunión, 20 de octubre de 1984) es un exfutbolista francés que jugaba en la posición de delantero.

## Trayectoria
Sinama indicó a su entrenador del Liverpool que podía jugar en el extranjero, y en la temporada 06/07 jugó en calidad de cedido por el Liverpool en el Real Club Recreativo de Huelva, en la siguiente temporada (07/08) el club decano del fútbol español lo fichó en propiedad. Es un jugador con pegada, veloz e incisivo. Le tiene tomada la medida a los "grandes" clubes de España, ya que le marcó al Real Madrid en el Santiago Bernabéu, y al Valencia y Atlético de Madrid en el feudo del Nuevo Colombino.
Después de dos notorias temporadas en el Recreativo de Huelva, el 3 de julio de 2008 Sinama firmó por 4 temporadas con el Atlético de Madrid dejando de pertenecer a la entidad decana. En la 1.ª temporada como rojiblanco marcó 4 goles en la 4 primeras jornadas de Liga aprovechando una lesión del delantero titular, Diego Forlán; en el resto de la Liga hizo un solo gol más en Almería.
Comenzó la temporada 2009/2010 a la sombra de la dupla titular, sin anotar un solo gol durante las 15 jornadas disputadas de Liga BBVA, lo que le valió los apodos descalificativos por parte de la afición rojiblanca. Su último partido disputado vistiendo del Atlético fue un Tenerife 1-1 Atlético, cuando entró por Jurado, el autor del gol, en el minuto 80.
Fue traspasado al Sporting de Lisboa en ese mercado invernal por 8 millones de euros, lo que ha sido uno de los peores fichajes del Sporting en su historia. Desde el 27 de agosto de 2010 es nuevo jugador del Real Zaragoza en calidad de cedido y el 10 de agosto de 2011 es fichado por el Saint-Étienne francés por dos años más uno con opción de compra. El 19 de octubre de 2012 ficha por el FC Rostov ruso.
Se desvincula del FC Rostov el 30 de junio del 2014, para mudarse a Estados Unidos y jugar en el Chicago Fire en la Major League Soccer, por una temporada para luego en 2015 jugar con el FC Laussane-Sport en Suiza. En la temporada 2015-16 juega con el Dundee United FC en Escocia.
Pasa a jugar dos temporadas con el Chainat Hornbill FC en Tailandia y en 2019 regresa a Reunión para jugar con el JS Saint-Pierroise club donde se retira.

## Selección nacional
Inferiores 
Con la Selección Sub-17 de Francia disputó el Mundial Sub-17 2001 donde logró ser campeón aparte de ser goleador del torneo y mejor jugador.
Fue internacional con la Selección Sub-21 de Francia, debutó con la selección absoluta el 25 de marzo de 2005 en un amistoso ante la selección de Malí anotando 4 goles. Jugaría 37 partidos en esta categoría. 
 Selección mayor 
En la selección mayor solo jugaría un partido amistoso contra Túnez donde ganaría 3-1.

## Otros datos
Es el máximo goleador histórico del Recreativo de Huelva en la 1.ª División española, superando a Raúl Molina (que había logrado 10 tantos) con 22 goles en dos temporadas.
Fue el fichaje más caro de la historia del Recreativo de Huelva, al ser ejercida la opción de compra de su cesión por parte del Liverpool que ascendía a 4 millones de euros.

## Clubes
| Club                        | País           | Año         |
| --------------------------- | -------------- | ----------- |
| Le Havre                    | Francia        | 2001 - 2003 |
| Liverpool                   | Inglaterra     | 2003 - 2006 |
| Blackburn Rovers            | Inglaterra     | 2006        |
| Recreativo de Huelva        | España         | 2006 - 2008 |
| Atlético de Madrid          | España         | 2008 - 2009 |
| Sporting de Lisboa          | Portugal       | 2009 - 2010 |
| Real Zaragoza               | España         | 2010 - 2011 |
| Saint-Étienne               | Francia        | 2011 - 2012 |
| Rostov                      | Rusia          | 2012 - 2014 |
| Chicago Fire                | Estados Unidos | 2014        |
| FC Lausanne Sports          | Suiza          | 2015        |
| Dundee United Football Club | Escocia        | 2015 - 2016 |
| Chainat FC                  | Tailandia      | 2016 - 2018 |
| JS Saint-Pierroise          | Reunión        | 2019        |

## Estadísticas
| Temporada  | Club                 | Categoría      | Liga   | Liga   | Copa             | Copa             | Copa              | Copa              | Europa | Europa | Total | Total |
| Temporada  | Club                 | Categoría      | Part.  | Goles  | Part.            | Goles            | Part.             | Goles             | Part.  | Goles  | Part. | Goles |
| Francia    | Francia              | Francia        | League | League | Coupe de France  | Coupe de France  | Coupe de la Ligue | Coupe de la Ligue | Europe | Europe | Total | Total |
| ---------- | -------------------- | -------------- | ------ | ------ | ---------------- | ---------------- | ----------------- | ----------------- | ------ | ------ | ----- | ----- |
| 2001–02    | Le Havre             | Ligue 2        | 11     | 2      | 1                | 0                | 1                 | 1                 | -      | -      | 13    | 3     |
| 2002–03    | Le Havre             | Ligue 1        | 31     | 5      | 2                | 1                | 0                 | 0                 | -      | -      | 33    | 6     |
| Inglaterra | Inglaterra           | Inglaterra     | Liga   | Liga   | FA Cup           | FA Cup           | League Cup        | League Cup        | Europa | Europa | Total | Total |
| 2003–04    | Liverpool            | Premier League | 15     | 2      | 3                | 0                | 2                 | 0                 | 3      | 0      | 23    | 2     |
| 2004–05    | Liverpool            | Premier League | 16     | 2      | 1                | 0                | 4                 | 1                 | 4      | 1      | 25    | 4     |
| 2005–06    | Liverpool            | Premier League | 7      | 0      | 1                | 2                | 1                 | 0                 | 5      | 1      | 14    | 3     |
| 2005–06    | Blackburn Rovers     | Premier League | 10     | 1      | 0                | 0                | 0                 | 0                 | 0      | 0      | 10    | 1     |
| España     | España               | España         | Liga   | Liga   | Copa del Rey     | Copa del Rey     |                   |                   | Europa | Europa | Total | Total |
| 2006/07    | Recreativo de Huelva | La Liga        | 34     | 12     | 0                | 0                |                   |                   | 0      | 0      | 34    | 12    |
| 2007/08    | Recreativo de Huelva | La Liga        | 34     | 10     | 0                | 0                |                   |                   | 0      | 0      | 34    | 10    |
| 2008/09    | Atlético de Madrid   | La Liga        | 30     | 5      | 0                | 0                |                   |                   | 9      | 0      | 39    | 5     |
| 2009/10    | Atlético de Madrid   | La Liga        | 10     | 0      | 1                | 1                |                   |                   | 3      | 0      | 14    | 1     |
| Portugal   | Portugal             | Portugal       | Liga   | Liga   | Taça de Portugal | Taça de Portugal | Taça da Liga      | Taça da Liga      | Europa | Europa | Total | Total |
| 2009/10    | Sporting de Lisboa   | Primeira Liga  | 5      | 1      | 0                | 0                | 1                 | 0                 | 1      | 0      | 7     | 1     |
| España     | España               | España         | Liga   | Liga   | Copa del Rey     | Copa del Rey     |                   |                   | Europa | Europa | Total | Total |
| 2010/11    | Real Zaragoza        | La Liga        | 24     | 4      | 0                | 0                |                   |                   |        |        | 24    | 4     |
| Total País | Total País           | Total País     | Liga   | Liga   | Copa             | Copa             | Copa              | Copa              | Europa | Europa | Total | Total |
| País       | Francia              | Francia        | 42     | 7      | 3                | 1                | 1                 | 1                 | -      | -      | 46    | 9     |
| País       | Inglaterra           | Inglaterra     | 48     | 5      | 5                | 2                | 7                 | 1                 | 12     | 2      | 72    | 10    |
| País       | España               | España         | 132    | 31     | 0                | 0                | 0                 | 0                 | 0      | 0      | 132   | 31    |
| País       | Portugal             | Portugal       | 5      | 1      |                  |                  |                   |                   |        |        | 5     | 1     |
| Total      | Total                | Total          | 226    | 44     | 8                | 3                | 8                 | 2                 | 12     | 2      | 254   | 51    |